# 天津教案
天津教案是清同治九年（1870年）在天津所發生的一場教案。法国天主教传教士在天津开设育婴堂。1870年（同治九年）6月21日部分天津民眾因排外與迷信中藥，怀疑西方人搞育婴堂殺害嬰兒用於製藥，聚众数千到教堂示威。
法国领事丰大业（Henri Victor Fontanier，1830-1870）前往见三口通商大臣崇厚時發生衝突，在路上向天津知县刘杰开枪，並击伤随从一名。此舉激化矛盾，也導致丰大业被天津民眾殴毙，此外部分天津民眾還焚毁法、英、美、俄、西教堂及法领事署，強暴修女、攻擊中國教徒等罪行，後來統計，暴徒虐杀教堂传教士和修女等共计二十三人。
事件发生后，英、美、法等七国军舰集结天津、烟台一带。慈禧太后派直隶总督曾国藩到天津查办，曾國藩又奏调李鸿章协同办理，将天津知府和知县革职充军，處死禍首水火會16人，充军25人，赔款修建教堂，慈禧太后自知理虧，并派崇厚向法国道歉。

## 背景
清末自從簽訂《天津條約》以後，傳教士開始在各地傳教。傳教士享有建造教堂、治外法權、以及“寬容條款”所賦予的特權。
治外法權問題，亦使傳教士不受中國法律的規範。“寬容條款”賦予教會特權。中國基督教信徒可以不受中國法律的制裁，因此，許多不法之人也混入教會，卻只是要橫行鄉里。許多衝突由此產生。
基督教與漢族傳統的思想、信仰、風俗習慣存在矛盾。基督徒認為敬天、禮佛、祭祖、祀孔，佛教和道教是迷信，引起部分民眾反感，經常與部分民眾發生摩擦，反教行為亦得到部份士紳的支持，初期不少的衝突便是直接由地方官紳所發動。當時多數中国人对現代醫藥不了解，误以为以人体器官做成，另一方面教堂平日森严，具有一种神秘感，使得人们产生猜测。教堂的临终弥撒，洗眼等让部分中国人产生挖眼的猜测。

## 事件經過

### 謠言與迷信的誤會
清同治九年（1870年）4、5月间，天津發生多起兒童失蹤綁架的事件。6月初，天气炎热，疫病流行，育婴堂中有三、四十名孤儿患病而死，每天有数百人到坟地围观，夜间孩子的尸体被野狗扒出咬坏，身体不全，缺少一些器官，于是民间開始诬指外國修女以育嬰堂為幌子，實則綁架殺死孩童作為藥材之用。
6月18日，天津当地民间黑社会组织水火会抓住了一个叫武兰珍的人贩子，并从其身上搜出迷药，严刑逼问迷药是从哪里来的，武兰珍挺刑不过，为了逃避惩罚，就拉教会保护自己，说是法国天主教堂给的。同时又有人向水火会反映，说晚上教堂有人向外面搬运口袋，怀疑里面是死小孩。水火会老大带着数百名失去孩子的家长求救官府，6月20日，武兰珍被扭送官府，口供中又牵连到教民王三及望海楼天主堂。于是民情激愤，士绅集会，书院停课，反洋教情绪高涨。天津知府张光藻不敢做主，带着几百人去见天津道台周家勋。周不敢处理，又带着这些人去见天津三口通商大臣崇厚。
崇厚大骂刁民胡闹，认为传教士不可能拐卖儿童，而且西药用人体器官做药引子纯属无稽之谈，民众不服，诬指失踪孩子还在教堂关着。崇厚约见了法国领事丰大业，要求双方当面对证。

### 發生暴動與犯案
6月21日清晨，崇厚、周家勋、张光藻、知县刘杰带着数百人前去教堂找洋人对质。神父热情接待，问武兰珍是教堂哪个人卖给他迷药，又是在什么地方卖的，武兰珍说是叫王三的中国教民在教堂的左侧铁门边卖给他的。其实教堂边门都是木门，没有武兰珍所供的席棚栅栏，教堂花名册也查不到一个叫王三的，“遍传堂中之人，该犯并不认识，无从指证”。谢福音神父与三口通商大臣崇厚协商育婴堂善後处理办法。三位官员羞愧难当，连连陪不是，出了教堂走了。
水火会煽动民众在教堂外不走，又有好事者、无业流民、地痞无赖等，闻讯纷纷赶来。教堂外就聚集了上万人，抛砖打破窗户。
信奉天主教的中国信徒，向法国驻天津总领事丰大业求救。丰大业跑到崇厚那里要求派兵镇压。丰大业和崇厚抱怨并發生争执，双方口角。丰大业在与知县刘杰争执时和示威民眾爆發鬥毆，豐大業和其助理西蒙使用防身手槍擊斃了一名中國助理和為數不詳的民眾，他們二人也都被群眾杀死，尸体被丢弃在河中。
暴民们杀向教堂，扯烂法国国旗，以凶残手法殺死了10名修女（被剝光衣服強姦、挖眼割乳，後被燒死）、2名神父、2名法国领事馆人员、2名法國侨民、3名俄国侨民和40名中国信徒，焚毁了望海楼天主堂、仁慈堂、位于教堂旁边的法国领事馆，以及当地与此事无关的英美传教士开办的4座新教教堂、1座西班牙天主堂、1座俄国東正教教堂。杀死教士，把附近前来中国旅游的外国游客也一并杀死，抢劫了身上的财物，破坏行动持续了3小时。共打死13名法国、3名俄国人、2名比利时人、1名意大利人和1名爱尔兰人。

## 交涉及影響
6月24日，法國第三舰队軍艦開到天津，英国第五舰队、美、德、意等六國軍艦亦結集天津一帶，法国、英国、美国、比利时、俄国、普鲁士、西班牙七國公使以法國為首向总理衙门强烈抗議，並发出最后通牒，要求惩办肇事者，赔偿损失。
法國方面最初要求處死中國負責的官員，否则就要打进北京。清廷惊恐万状，慈禧太后派直隸總督曾國藩來調查並與法國方面交涉，當時朝廷中的官員多數主張不要對其退讓，不惜一戰，情勢緊張。曾國藩审时度势，不願與法國開戰，首先對英國、美國、俄國作出賠償，以使最後能單獨與法國交涉。

### 曾國藩親自查案
曾国藩向慈禧太后汇报说：“臣等伏查此案起衅之由，因奸民迷拐人口，牵涉教堂， 并有挖眼剖心，作为药材等语，遂致积疑生忿，激成大变。……惟此等谣传，不特天津有之，即昔年之湖南、江西，近年之扬州、天门，及本省之大名、广平，皆有檄文揭贴，或称教堂拐骗丁口，或称教堂挖眼剖心，或称教堂诱污妇女。厥后各处案虽议结，总未将檄文揭贴虚实辨明白。此次应查 挖眼剖心，竟无确据，外间纷纷言有眼盈坛，亦无其事。盖杀孩坏尸，采生配药，野番凶恶之族尚不肯为，英、法各国岂肯为此残忍之行？以理决之，必无其事。认定愚民无知，遽启边衅，曲在津民、“杀人偿命，天经地义，只有这样才能安抚洋人人心而消弭祸端、刁风不可长”。
同治九年六月初十日一曾國藩到天津，立即發布《諭天津士民》，责怪天津百姓太冲动。听从崇厚的建议，将天津道台周家勋、知府张光藻、知县刘杰撤职，引起全国上下对曾国藩口诛笔伐，一下子为他打上了“汉奸”的烙印。曾国藩还把精锐刘铭传部调来，准备随时应对民众的抗议。
曾国藩认为，当事人口供有问题，反复翻供，是否是传教士的指使没有证据；仁慈堂的儿童一百五十余名，都是自愿的，挖眼剖心纯属谣传；教堂、仁慈堂有地窖，都是外地工匠修建的，实地查看后，发现地窖只是放煤用的；有人进入仁慈堂后不愿出来，大家就以为里面有迷惑人的药；仁慈堂接收将死之人，让传教士给死者做洗礼，百姓看到人进去却不见出来，以为被杀；仁慈堂的房间很多，一些亲属进去了分在不同的房间居住，很长时间见不了面，互相认为是被害了；仁慈堂内死亡的人数不少，都是晚上掩埋，有时一个棺材放两三具尸体，而且死亡状况与正常死亡不同。
隨後經他調查之後，確認育嬰堂並無誘拐傷害孩童之事。曾国藩将骚乱责任归咎于民众的无知和百姓、洋人之间的误解。

### 法國方面的要求
法国提了四点要求：重修教堂、埋葬丰大业、处死地方官、惩罚凶手。曾国藩工作思路基本按照崇厚的思路走，成为第一个被唾骂的人，崇厚反而能置身事外。曾国藩决定软硬兼施，告诉法国，官员们已经就地免职送去刑部治罪了，官员们没有动手杀洋人，甚至自己差点儿被洋人杀了；但法国非要杀了这些官员。法国公使罗淑亚向清政府总理各国事务衙门发去最后通牒，如果不将天津官员砍头示众，就撤回使馆侨民，交给法国的海军司令处理。曾国藩向慈禧太后写了详细报告，认为天津官员不能杀，免职属于正常的处罚。慈禧太后也對法国的嚣张反感，不同意他们提出的要求。
清廷抓了大约八十多人，中秋节前，曾国藩向慈禧汇报：“应正法七八人，应治罪二十余人。”，但慈禧太后还是认为处理得太轻，主要是杀的人太少，很难让洋人满意，责令曾国藩“赶紧勒限严拿”。
於是在法國的要求下，商議決定最後處死為首殺人的18人（马宏亮、崔福生、冯瘸子等，行刑之日是10月19日），充军流放25人，並將天津知府张光藻、知县刘杰被革职充军发配到黑龙江，賠償外國人的損失46萬兩銀，並由崇厚出使法國道歉。李鴻章也認為“冀終歸於一命一抵了案”。慈禧太后为了平息法国人的怨气，并没有听从曾国藩的建议，对张光藻、刘杰选择了比较重的刑罚。曾国藩对慈禧太后的处理感到失望，筹措了两万两白银给几个官员作赎刑的费用。而法國因隨後發生了普法戰爭，無暇顧及東方事務，因此接受了這個條件。放弃杀官员要求。

### 民意之不滿與李鴻章的接手
清廷內部及中國輿論對這個交涉結果都甚為不滿，“詬詈之聲大作，賣國賊之徽號竟加於國藩。京師湖南同鄉尤引為鄉人之大恥”，甚至直接稱其為「曾國賊」，使曾國藩的聲譽大受影響，曾國藩只好一直道歉，自稱：“外慚清議，內疚神明”。而另一方面天津教案的消息，也對於全國其他地方有所影響，產生對於西方傳教士不好的謠傳及不信任，這些謠傳也在一些地區造成了教案的發生。
由於對洋人妥協之事，民怨沸騰，慈禧太后讓李鸿章接替曾國藩。正好这时发生刺马案，于是让曾國藩办理，免去他直隶总督职务。交接當年，曾问李：“你与洋人交涉，准备怎么办？”李回答：“我想与洋人交涉，不管什么只同他打痞子腔。”，李鸿章被任命为直隶总督后，并没有急于去天津，知道自己如果去得太早，势必要接烂摊子，所以他就推给了曾国藩。李鸿章最后判決其實差不多，將原來20名死刑改為16名死刑（但也是因俄国松口放弃死刑要求）、4名緩刑，其餘不變。

## 執刑以後

### 教案與排外事件仍頻傳
由於是天津百姓搞事在先，只能如此判決，而李鴻章接手結果也差不多，其實因為理虧，曾國藩自然也沒辦法太強硬，但自己卻因爲被指對洋人沒脊梁骨，頗為惱怒，一年後即去世。這件案件的一個重要影響，就是慈禧太后以為因爲法國接受李鴻章提出的條件，認為李鴻章在外交方面比較能幹。于是往後30年中重大外交事件都安排李鴻章辦理，殊不知法國人只是因為普法戰爭失利，才無暇處理教案。
但是事件後，仍有朝野爱国者认为应乘机利用爱国情绪打击洋人，“激其忠义奋发之心，民心不可失，否则无以制夷人”，纷纷上书指责曾国藩对外妥协，对内镇压。曾的好友左宗棠和名义上的弟子李鸿章为首大骂曾国藩卖国，使这位“中兴名将”、“旷代功臣”变成“谤讥纷纷，举国欲杀”的国贼，北京的“湖南同乡会馆”中所悬曾国藩“官爵匾额”全被击毁。曾国藩面對的是排外的舊中國，當時無力回天民智未開的局面，因此還被這些愛國人士搞得名声扫地，带着「卖国贼、汉奸、软骨头」的骂名离开人世。
既要利用排外來煽動民意，但又對列強自我矛盾的大清，顯然沒有意願深入解決此問題，故此後教案仍時有所聞，1897年，望海楼天主堂在空置了20多年之后被重建，1900年又在义和团运动中第二次被烧毁。1903年用庚子赔款第二次重建。

### 引用
1. 1 2  腾讯网. . news.qq.com. 2023-03-29  [2024-12-14]. （原始内容存档于2024-12-14） （中文（中国大陆））.
2. ↑  北美长老会传教士、传教史学者丹尼斯在《近代传教事业的号召》一书说：“著名的‘宽容条款’的订入条约，就是得力于卫三畏博士的，后来也订入了英国条约中。”泰勒·丹涅《美国人在东亚》一书中写道：“中美《天津条约》的实际谈判是由卫三畏博士和丁韪良牧师经办的，后者担任卫三畏当时还不会讲的官话翻译官。在炮台未被英、法轰毁以前的大沽的初步谈判中，卫三畏博士拟定了一个条款，订明一切人等有信仰基督教的完全自由，允准美国传教士游历全国各地，租赁或购买房屋土地和携眷居住。”
3. ↑  . wenhui.whb.cn.
4. ↑  唐瑞裕. . 文史哲學集成. 文史哲出版社. 1993年 [民國82年]  [2022-03-13]. ISBN 9789575471958. （原始内容存档于2022-04-05）.
5. ↑  .   [2016-12-16]. （原始内容存档于2016-12-20）.
6. ↑  . 时代周报. 2015年10月26日  [2019年11月27日]. （原始内容存档于2016年6月29日）.
7. 1 2  余沐. . 北京書局. 2009-06-01: 196  [2019-11-27]. ISBN 978-7-101-04639-7. （原始内容存档于2020-04-07）.
8. ↑  雷颐：《李鸿章与晚清四十年》

### 书籍
- 徐中約《中國近代史》（The Rise of Modern China）（香港：香港中文大學出版社，2001）ISBN 962-201-987-0
- 李長莉《近代中國社會文化變遷錄第一卷》，（杭州：浙江人民出版社，1998)，ISBN 7-213-01582-6
- John King Fairbank. . Harvard Journal of Asiatic Studies (Harvard-Yenching Institute). 1957, 20 (3/4): 480–511. doi:10.2307/2718360.